# Mistrovství světa v biatlonu 2012 – závod s hromadným startem mužů
Závod s hromadným startem mužů na Mistrovství světa v biatlonu 2012 se konal v neděli 11. března jako v pořadí pátý mužský závod biatlonu v lyžařském středisku Chiemgau Arena. Zahájení závodu s hromadným startem proběhlo v 13.30 hodin středoevropského času. Závodu se zúčastnilo celkem 30 biatlonistů.
Obhájcem titulu byl norský závodník Emil Hegle Svendsen, který vinou pěti trestných kole dojel na 18. místě.
Vítězem se stal Francouz Martin Fourcade.

## Výsledky
| Pořadí | Č. | Sportovec              | Stát      | Čas     | Střelba (L+L+S+S) | Ztráta   |
| --- | -- | ---------------------- | --------- | ------- | ----------------- | -------- |
| Zlatá medaile | 1  | Martin Fourcade (y)    | Francie   | 38:25,4 | 2 (0+1+1+0)       | —        |
| Stříbrná medaile | 20 | Björn Ferry            | Švédsko   | 38:28,4 | 0 (0+0+0+0)       | +3,0     |
| Bronzová medaile | 17 | Fredrik Lindström      | Švédsko   | 38:28,8 | 2 (0+1+1+0)       | +3,4     |
| 4. | 7  | Andreas Birnbacher (r) | Německo   | 38:30,0 | 1 (0+0+0+1)       | +4,6     |
| 5. | 4  | Simon Fourcade         | Francie   | 38:35,2 | 2 (1+0+1+0)       | +9,8     |
| 6. | 3  | Carl Johan Bergman     | Švédsko   | 38:39,0 | 1 (0+0+1+0)       | +13,6    |
| 7. | 9  | Arnd Peiffer           | Německo   | 38:45,7 | 2 (0+0+1+1)       | +20,3    |
| 8. | 12 | Ole Einar Bjørndalen   | Norsko    | 38:49,4 | 2 (0+0+1+1)       | +24,0    |
| 9. | 15 | Jevgenij Garaničev     | Rusko     | 38:52,2 | 1 (0+0+0+1)       | +26,8    |
| 10. | 15 | Jevgenij Usťugov       | Rusko     | 38:59,8 | 2 (2+0+0+0)       | +34,4    |
| 11. | 6  | Jaroslav Soukup        | Česko     | 39:02,9 | 2 (0+1+0+1)       | +37,5    |
| 12. | 19 | Michal Šlesingr        | Česko     | 39:08,3 | 2 (1+0+1+0)       | +42,9    |
| 13. | 18 | Ondřej Moravec         | Česko     | 39:18,7 | 3 (0+1+1+1)       | +53,3    |
| 14. | 16 | Daniel Mesotitsch      | Rakousko  | 39:26,9 | 2 (1+0+1+0)       | +1:01,5  |
| 15. | 25 | Alexis Bœuf            | Francie   | 39:30,8 | 3 (1+0+0+2)       | +1:05,4  |
| 16. | 24 | Lukas Hofer            | Itálie    | 39:37,8 | 3 (0+0+1+2)       | +1:12,4  |
| 17. | 8  | Tarjei Bø              | Norsko    | 39:40,8 | 3 (0+0+2+1)       | +1:15,4  |
| 18. | 2  | Emil Hegle Svendsen    | Norsko    | 39:41,0 | 5 (2+0+1+2)       | +1:15,6  |
| 19. | 30 | Andrij Deryzemlja      | Ukrajina  | 39:42,3 | 3 (0+0+3+0)       | +1:16,9  |
| 20. | 22 | Markus Windisch        | Itálie    | 39:44,0 | 4 (0+1+2+1)       | +1:18,6  |
| 21. | 27 | Klemen Bauer           | Slovinsko | 40:02,7 | 4 (1+1+1+1)       | +1:37,3  |
| 22. | 23 | Michael Greis          | Německo   | 40:04,8 | 4 (0+0+2+2)       | +1:39,4  |
| 23. | 29 | Tim Burke              | USA       | 40:07,9 | 4 (2+1+1+0)       | +1:42,5  |
| 24. | 28 | Dominik Landertinger   | Rakousko  | 40:09,2 | 3 (1+0+2+0)       | +1:43,8  |
| 25. | 14 | Lowell Bailey          | USA       | 40:17,6 | 5 (0+1+3+1)       | +1:52,2  |
| 26. | 26 | Simon Schempp          | Německo   | 40:22,0 | 5 (1+0+3+1)       | +1:56,6  |
| 27. | 21 | Sergej Novikov         | Bělorusko | 40:46,3 | 5 (1+0+1+3)       | +2:20,9  |
| 28. | 11 | Andrej Makovejev       | Rusko     | 41:10,8 | 5 (2+2+1+0)       | +2:45,4  |
| 29. | 5  | Anton Šipulin          | Rusko     | 41:33,5 | 3 (0+0+1+2)       | +3:08,1  |
| 30. | 10 | Benjamin Weger         | Švýcarsko | DNF     | 1 (1+ + +)        | +9:99,99 |
| Č. – startovní číslo závodníka, y – vedoucí závodník hodnocení světového poháru, r – vedoucí závodník disciplíny ve světovém poháru, DNF – závodník nedojel do cíle. |    |                        |           |         |                   |          |